# Tellimya fujitaniana
Tellimya fujitaniana is een tweekleppigensoort uit de familie van de Lasaeidae. De wetenschappelijke naam van de soort werd als Kellia fujitaniana in 1927 gepubliceerd door Yokoyama.